# جيمس داي
جيمس داي (بالإنجليزية: James L. Day)‏ (و. 1925 – 1998 م) هو ضابط، من الولايات المتحدة الأمريكية، توفي في كاثيدرال سيتي، ريفيرسيدي، كاليفورنيا، عن عمر يناهز 73 عاماً.

## الخدمة العسكرية
خدم في قوات مشاة بحرية الولايات المتحدة.

## جوائز
حصل على جوائز منها:
- ميدالية النجمة البرونزية
- وسام القلب الأرجواني
- ستار سيلفر
- ميدالية الشرف
- وسام الاستحقاق الأمريكي برتبة فيلق
- وسام الاستحقاق.